# Twenty-Fourth Air Force
La Twenty-Fourth Air Force (24 AF) (Air Forces Cyber) (AFCYBER) è una Numbered Air Force (NAF) in seno alla United States Air Force (USAF).  L'USAF ha riunito le sue forze di combattimento e supporto cyberspaziali nella 24 AF. La Twenty-Fourth Air Force è la componente aeronautica dello U.S. Cyber Command (USCYBERCOM).

## Formazione
La Twenty-Fourth Air Force (24 AF) era in origine destinata a far parte dello (oggi estinto)  Air Force Cyber Command (AFCYBER); ad ogni modo, 24 AF divenne una componente di Air Force Space Command (AFSPC) il 18 agosto 2009.
Nell'agosto 2008, l'allora appena insediato Air Force Chief of Staff generale Norton A. Schwartz emanò l'ordine di sospendere l'attuazione dell'Air Force Cyber Command (AFCYBER), bloccando le assegnazioni di personale e l'attivazione di unità. Il 6 ottobre 2008, dopo la sua conferenza annuale Corona, l'Air Force annunciò che l'attivazione di AFCYBER non avrebbe avuto luogo, e che una forza aerea numerata, la Twenty-Fourth (24 AF), avrebbe assunto la missione della guerra nel cyberspazio, nell'ambito dell'Air Force Space Command (AFSPC).
Un elemento chiave a disposizione della 24 AF è il principale stormo di Network-centric warfare dell'Air Force, il 67th Cyberspace Wing (67 CW), con quartier generale a Lackland Air Force Base (Texas). La nuova NAF acquisì anche le seguenti unità:
- 688th Cyberspace Wing (688 CW) – Lackland Air Force Base  (Texas)
- 689th Combat Communications Wing (689 CCW) – Robins Air Force Base (Georgia)
- 624th Operations Center (624 OC) (assume compiti e personale del 608th Air Force Network Operations Center (AFNOC)) – Lackland Air Force Base  (Texas)
- Sebbene amministrativamente sottoposta direttamente all'Air Force Space Command (ora Air Combat Command), l'Air Force Network Integration Center (AFNIC), già Air Force Communications Agency, collabora strettamente con la 24 AF nella sua missione di costruire e sostenere le reti dell'Air Force.

Più di 14 000 avieri costituiscono l'organico della 24 AF. Molti di loro si trovano presso altre organizzazioni, e le unità dell'Air Force ospitano specialisti cyber di altre organizzazioni. Prima che il comando fosse stato ufficialmente attivato, l'Air Force aveva annunciato sei possibili ubicazioni per il quartier generale della 24 AF. Si trattava di Barksdale AFB, LA, Lackland AFB, TX, Langley AFB, VA, Offutt AFB, NE, Peterson AFB, CO e Scott AFB, IL.
Il 15 maggio 2009 le autorità dell'Air Force annunciarono che l'alternativa preferita era Lackland, e la decisione fi confermata il 12 agosto 2009. L'organizzazione ufficialmente debuttò il 18 agosto 2009. Il 22 gennaio 2010 la 24 AF fu certificata da AFSPC/CC per la sua Initial Operational Capability (IOC). La Full Operational Capability (FOC) fu dichiarata il 1 ottobre 2010.

## Storia
Nel 2014 la 24th fornì la "Cyber Mission Force" dell'esercitazione Red Flag per la prima volta. Durante il Global Lightning 14 dello U.S. Strategic Command la 24th per la prima volta operò come un quartier generale-cyber di varie armi congiunte a supporto di un comandante combattente durante una grande esercitazione congiunta. La 24th Air Force fu riassegnata all'Air Combat Command il 17 luglio 2018.

## Unità
- 624th Operations Center, Lackland AFB
- 67th Cyberspace Wing, Lackland AFB
  - 67th Cyberspace Operations Group, Lackland AFB
    - 67th Operations Support Squadron, Lackland AFB
    - 91st Cyberspace Operations Squadron, Lackland AFB
    - 315th Cyberspace Operations Squadron, Ft. Meade

  - 318th Cyberspace Operations Group, Lackland AFB
    - 39th Information Operations Squadron, Hurlburt Field
    - 90th Cyberspace Operations Squadron, Lackland AFB
    - 318th Operations Support Squadron, Lackland AFB
    - 346th Test Squadron, Lackland AFB

  - 567th Cyberspace Operations Group, Scott AFB
    - 92nd Cyberspace Operations Squadron, Lackland AFB
    - 833d Cyberspace Operations Squadron, Lackland AFB
    - 834th Cyberspace Operations Squadron, Lackland AFB
    - 836th Cyberspace Operations Squadron, Lackland AFB
    - 835th Cyberspace Operations Squadron, Scott AFB
    - 837th Cyberspace Operations Squadron, Scott AFB
- 688th Cyberspace Wing, Lackland AFB
  -     - 688th Operations Support Squadron, Lackland AFB

  - 5th Combat Communications Group, Robins AFB
    - 5th Combat Communications Support Squadron, Robins AFB
    - 51st Combat Communications Squadron, Robins AFB
    - 52d Combat Communications Squadron, Robins AFB

  - 26th Cyberspace Operations Group, Lackland AFB
    - 26th Network Operations Squadron, Maxwell AFB
    - 26th Operations Support Squadron, Lackland AFB
    - 33d Network Warfare Squadron, Lackland AFB
    - 68th Network Warfare Squadron, Lackland AFB
    - 352d Network Warfare Squadron, JBPHH
    - 426th Network Warfare Squadron, Ramstein AB

  - 38th Cyberspace Engineering Installation Group, Tinker AFB
    - 38th Contracting Squadron, Tinker AFB
    - 38th Cyberspace Readiness Squadron, Tinker AFB
    - 38th Engineering Squadron, Tinker AFB
    - 38th Operations Support Squadron, Tinker AFB
    - 85th Engineering Installation Squadron, Keesler AFB

  - 690th Cyberspace Operations Group, Lackland AFB
    - 83d Network Operations Squadron, Langley AFB
    - 561st Network Operations Squadron, Peterson AFB
    - 690th Intelligence Support Squadron, Lackland AFB
    - 690th Network Support Squadron, Lackland AFB
    - 690th Cyberspace Operations Squadron, JBPHH
    - 691st Cyberspace Operations Squadron, Ramstein AB

## Comandanti
- Maggior generale Richard E. Webber, agosto 2009 - 29 aprile 2011, primo comandante[1][12]
- Maggior generale Suzanne M. Vautrinot, 29 aprile 2011 - giugno 2013[1][13]
- Maggior generale J. Kevin McLaughlin,  giugno 2013 - luglio 2014[14]
- Maggior generale Burke E. "Ed" Wilson, luglio 2014 – luglio 2016[15]
- Maggior generale Christopher "Wedge" Weggeman, luglio 2016 – luglio 2018
- Maggior generale Robert Skinner, luglio 2018 – oggi